# Dâm-Funk
 (mai 2017).
Si vous disposez d'ouvrages ou d'articles de référence ou si vous connaissez des sites web de qualité traitant du thème abordé ici, merci de compléter l'article en donnant les références utiles à sa vérifiabilité et en les liant à la section « Notes et références ».
Damon Garrett Riddick (né le 15 juin 1971) plus connu sous le nom de Dâm-Funk est un musicien américain, producteur et vocaliste originaire de Pasadena, Californie. Il définit son style comme étant du « Modern-Funk ».

## Biographie
En 2007, après plusieurs années à essayer de percer pour commencer sa carrière musicale et après un bref apprentissage auprès de son mentor, le producteur de chez S.O.L.A.R. Leon Sylvers III, Dâm-Funk signe avec le label Stones Throw Records basé à Los Angeles.
Il réalise un remix du titre Burn Rubber de l'artiste Baron Zen du même label.
Dâm-Funk poste ses propres compositions sur son compte MySpace. Peanut Butter Wolf, co-créateur de Stones Throw Records après écoute décide de le signer. Très rapidement, son remix devient un vrai succès underground.
En 2008, il réalise deux maxi singles pour Stones Throw : Burgundy City b/w Galactic Fun et Let's Take Off (Far Away) & LAtrifying b/w KillDat & Hood Pass Intact, ainsi qu'un EP : Rhythm Trax Vol. IV.
En 2009, il réalise cinq LP, qui seront également édités au format CD : Toeachizown.
Courant 2009, sa musique commence à être jouée dans plusieurs radios via des DJs : Benji B, Garth Trinidad, Mary Anne Hobbs, Gilles Peterson…
Peanut Butter Wolf décide de compiler différentes compositions non réalisées de Dâm-Funk datant de ses jeunes années (période 1988-1992), cet album de compilation sort en 2010 sous le nom d'Adolescent Funk.
Dans une interview, Dâm-Funk explique qu'il lui a laissé carte blanche quant au choix des titres. À cette même période, il travaille et réalise des remix officiels avec de nombreux artistes, parfois aux genres musicaux différents, parmi eux :  Ariel Pink de Haunted Graffiti, Nite Jewel ('Nite-Funk' étant leur nom de groupe collaboratif), Cubic Zirconia, RED : The Man Without The Machine, Lil' Scrappy, Peaking Lights et Animal Collective. Il collabore également avec l'artiste Trus'me basé à Manchester, ainsi que Hudson Mohawke, basé à Glasgow.
Il enregistre et réalise ensuite une reprise d'un titre de The Human League, The Things That Dreams Are Made Of en parallèle de sa tournée solo.
DāM-FunK enchaine ensuite une tournée de 15 concerts au festival annuel SXSW à Austin au Texas.
Toujours en 2010, il enregistre avec l'un de ses héros musicaux, Steve Arrington (leader du groupe Funk : SLAVE), un maxi single :  Goin' Hard via le label Stones Throw Records. Steve assure la partie vocale et DāM assure la partie musicale, le tout de manière collaborative.
Fin 2010, DāM retourne en studio et réalise un nouveau maxi single sous forme numérique et vinyle, contenant deux nouvelles versions de Hood Pass Intact (la première avec la partie vocale de Dâm et une autre avec en featuring MC Eiht), KillDat désormais nommée"4 My Homies (featuring Steve Arrington avec lyrics alternatifs), How Will It Be Between U & Me (co-produit par : JT Donaldson & le bassiste Tim-K), une réédition du titre Come On Outside de l'album Toeachizown (retravaillée par Devonwho).
En 2011, Dâm, via son compte Bandcamp puis via Soundcloud, poste plusieurs titres / démos téléchargeables et réalise en parallèle un nouveau projet en édition limitée via le label Scion AV appelé InnaFocusedDaze. L'EP est composé de quatre titres composés en home studio durant l'été 2011. Il est ensuite pressé sous forme de CD, vinyl et disponible de manière dématérialisée.
Entre 2010 et 2011, DāM-FunK via ses tournées parcourt le monde deux fois avec son groupe Master Blazter, composé de  Computer Jay (Jason Taylor) aux synthétiseurs et J-1, Jovan Coleman à la batterie, le label Stones Throw Records s'occupant du calendrier de tournée.
En 2013, Dâm-FunK et Steve Arrington collaborent à nouveau sur un projet : Higher qui sort en 2013. Comme précédemment, Dâm assure la partie musicale et Steve la partie vocale.
La même année, une soirée est organisée à Los Angeles et Dâm-Funk en est le DJ. La venue du rappeur Snoop Dogg est attendue, Dâm-Funk lance un de ses titres et Snoop-Dogg  se met à rapper dessus, les deux artistes sympathisent. Dâm-Funk déclare lors d'une interview que Snoop Dogg l'a contacté via le réseau social Instagram mais qu'il n'a pas répondu, ignorant qu'il existait une boite de réception sur ce réseau social. L'enregistrement du projet a lieu au domicile  de Dâm-Funk (Funkmosphere Lab) puis masterisé au Bernie Grundman Mastering à Hollywood. L'album sort le 10 décembre 2013 sous le nom de 7 Days of Funk qui fait office de nom d'album et de nom de groupe/collaboration. L'album se voulant très funk et positif, en référence à un de ses héros, Bootsy Collins (Bootzilla), Snoop Dogg prend le pseudonyme de Snoopzilla. L'album dans l'ensemble est plutôt bien accueilli par la critique.
En 2015, Dâm-Funk enregistre son troisième album studio : Invite the Light.
En 2016, il officialise son propre label : Glydezone Recordings. Sur ce même label, sort un album collaboratif avec l'artiste Nite Jewel (Ramona Gonzalez) : Nite-Funk, ainsi qu'un EP de 15 minutes plus typé House sorti le 17 janvier 2017 : Architecture.
En 2018, Dâm-Funk collabore avec Christine and the Queens sur le premier single issu de son nouvel album, Damn, dis-moi / Girlfriend.

## Faits Relatifs
- DāM-FunK est également le fondateur du Funkmosphere (créé en 2006) un club ouvert tous les lundis soirs, basé dans la zone ouest de Los Angeles à Culver City, Californie (à l'intérieur du Carbon Bar & Lounge) focalisé principalement sur le Funk et ses sous-genres (Boogie, Modern-Soul, Post-Disco, Deep-House et Modern-Funk).
- DāM-FunK a partagé la scène et a collaboré avec de nombreux artistes : Todd Rundgren, Ariel Pink, Steve Arrington, DJ QUIK, Nite Jewel, INC (Teen INC.), Animal Collective, Panda Bear, Jody Watley, Mayer Hawthorne, PBW, Snoop Dogg, Warren G., MC Eiht, De La Soul, Madlib, Flying Lotus, The Gaslamp Killer, J.Rocc, James Pants, Moodymann, Ron Trent, Taz Arnold (of SA-RA), Soopafly, DAZ & Kurupt, Terrace Martin, Etta James, Erykah Badu, The Egyptian Lover, Juan Atkins, P-Funk All Stars, The Stone City Band, et la légende du Funk  Walter 'Junie' Morrison ( Ohio Players & P-Funk).
- DāM-FunK vit dans la zone de  Ladera Heights (Los Angeles Ouest), Californie.
- DāM-FunK a participé à la création de deux boites à rythme appelées respectivement Dam-Drum et Dam-Drum 2 construites par Bleep Labs[1].
- DāM-FunK a parfois changé son nom en Damn Funk afin qu'il soit prononcé correctement.
- Prince et Junie Morrison font partie de ses influences majeures.
- DāM-FunK utilise principalement des boîtes à rythme d'époque (années 80) pour la création de ses titres.

## Discographie Partielle
Albums studio
Collaborations :
Compilation

1. Fonky Island Life
2. It's My Life!
3. The Telephone Call
4. I Like Your Big Azz (Girl)
5. Sexy Lady
6. I Don't Want You
7. UCanDoItIfUWant2
8. I Love Life
9. When I'm With U I Think of Her
10. Do You Feel Like I Feel?
11. I Don't Love U
12. Raindrops
13. Attitude
14. I Appreciate My Life

Singles et EP
- Burgundy City (Stones Throw, 2008)
- Japan Groove (Stones Throw, 2009)
- It's My Life (Circle Star, 2009)
- Let's Take Off (Far Away) (Stones Throw, 2009)
- Hood Pass Intact (Stones Throw, 2010)
- What's on Your Mind (Tony Cook featuring Dâm-Funk) (Stones Throw, 2010)
- Faden Away (Stones Throw, 2013) (with Snoopzilla as 7 Days of Funk)